# 九州管区警察局

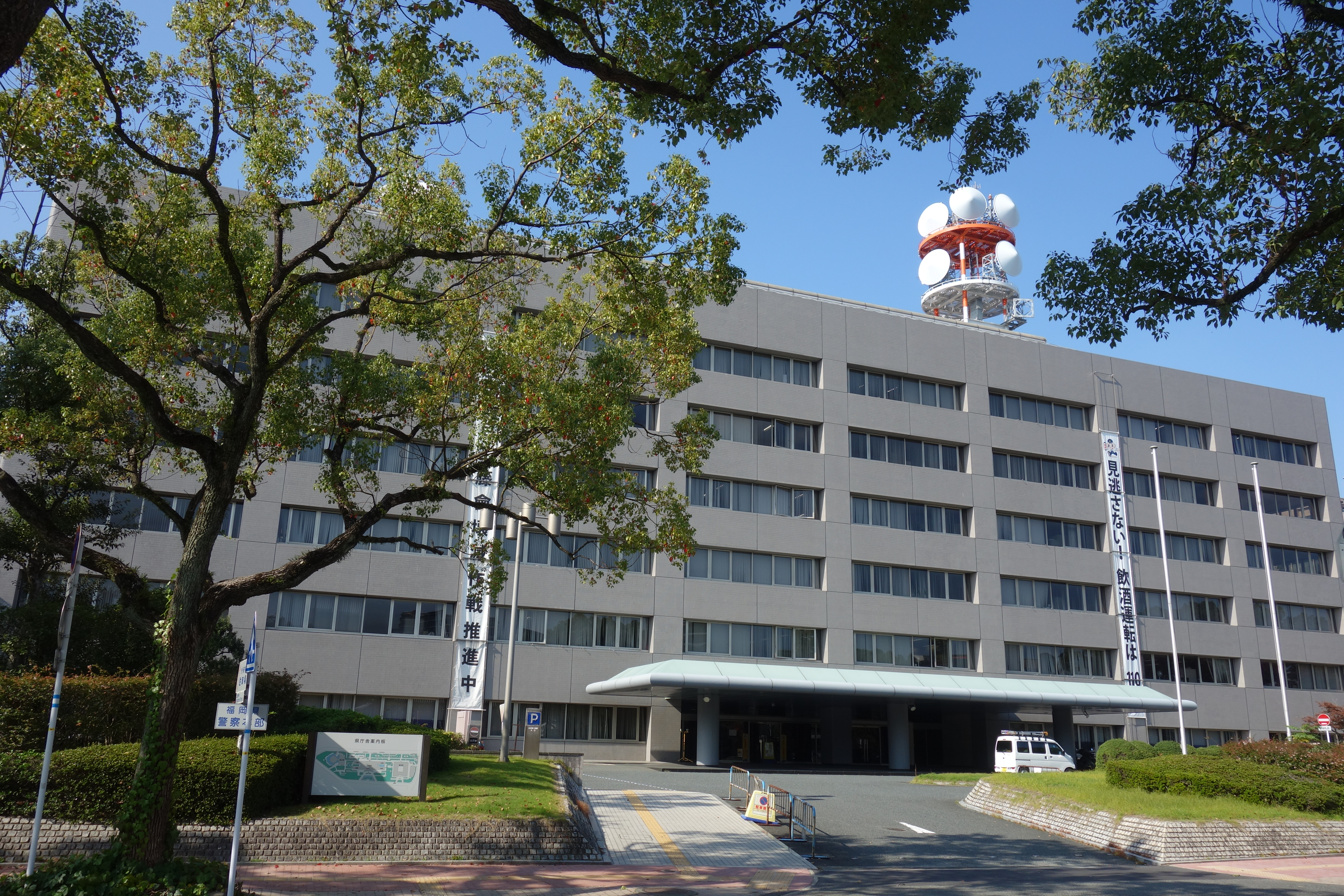
九州管区警察局が入居する福岡県警察本部庁舎

九州管区警察局（きゅうしゅうかんくけいさつきょく）は、警察庁の地方機関である管区警察局の一つ。九州地方の福岡県警察、佐賀県警察、長崎県警察、熊本県警察、大分県警察、宮崎県警察、鹿児島県警察、および沖縄県警察の区域内8県警の指導・監察、広域捜査の調整、大規模災害への対応、警察通信事務、幹部教育訓練などを行う。局長は警視監。

## 所在地
- 福岡市博多区東公園7番7号 福岡県警察本部庁舎内

## 組織
- 総務監察部
  - 警務課
  - 監察課
  - 会計課
- 広域調整部 - 部長は防衛省からの出向者.階級は警視長
  - 広域調整第一課
  - 広域調整第二課
  - 高速道路管理官
  - 外事技術調査官
- 情報通信部
  - 通信庶務課
  - 機動通信課
  - 通信施設課
  - 情報技術解析課　サイバーテロ対策技術室
- 福岡県情報通信部
- 佐賀県情報通信部
- 長崎県情報通信部
- 熊本県情報通信部
- 大分県情報通信部
- 宮崎県情報通信部
- 鹿児島県情報通信部
- 沖縄県情報通信部

### 九州管区警察学校
九州管区警察学校は、九州の各県警察における幹部を養成する。所在地は福岡市博多区板付。
- 庶務部
  - 庶務課
  - 会計課
- 教務部
  - 教務科
  - 生活安全刑事教官室
  - 交通警備教官室
- 指導部
  - 学生科
  - 警務術科教官室

## 広域緊急援助隊
広域緊急援助隊は、平成7年の阪神大震災を契機に、大規模災害への迅速な対応を目的に創設された。消防・自衛隊と合同して各県で訓練を行い、災害に備える。九州の8県警580人体制。

## 歴代局長
| 代 | 氏名         | 在任期間                                              | 前職                                               | 後職                                                           |
| -- | ------------ | ----------------------------------------------------- | -------------------------------------------------- | -------------------------------------------------------------- |
|    | 村井順       | 19 年（昭和 年） 月 日 - 年（昭和 年） 月 日          |                                                    | 辞職（1965年日本初の警備会社綜合警備保障を創業）               |
|    | 三宅芳郎     | 1966年（昭和41年） 月 日 - 年（昭和 年） 月 日        | 福岡県警察本部長                                   |                                                                |
|    | 倉井潔       | 19 年（昭和 年） 月 日 - 1969年（昭和44年）6月20日    |                                                    | 関東管区警察局長                                               |
|    | 海江田鶴造   | 19 年（昭和 年） 月 日 - 1972年（昭和49年） 月 日     |                                                    | 近畿管区警察局長                                               |
|    | 関忠雄       | 19 年（昭和 年） 月 日 - 1974年（昭和49年） 月 日     |                                                    | 内閣官房内閣広報室長【内閣審議官】兼任                         |
|    | 木村武       | 1986年（昭和61年） 月 日 - 1987年（昭和62年） 月 日   | 福岡県警察本部長                                   |                                                                |
|    | 鳴海国博     | 1987年（昭和62年） 月 日 - 1989年4月1日               | 福岡県警察本部長                                   | 近畿管区警察局長                                               |
|    | 三上和幸     | 1989年4月1日 - 19 年（ 年）月 日                      | 兵庫県警察本部長                                   |                                                                |
|    | 樋口武文     | 1991年（平成3年） 月 日 - 1991年（平成3年）3月 日     | 福岡県警察本部長                                   | 警察庁警務局付（内閣総理大臣官房広報室長【総理府事務官】併任） |
|    | 松村龍二     | 1991年（平成3年）3月 日 - 年（平成 年） 月 日         | 埼玉県警察本部長                                   | 辞職                                                           |
|    | 原田勝弘     | 年（平成 年） 月 日 - 1994年（平成6年）1月31日        |                                                    | 関東管区警察局長                                               |
|    | 櫻井勝       | 1998年（平成10年） 月 日 - 1999年（平成11年） 月 日   | 警察庁長官官房付                                   | 近畿管区警察局長                                               |
|    | 倉澤豊哲     | 1999年（平成10年）8月 日 - 2000年（平成12年）8月 日   | 福岡県警察本部長                                   | 近畿管区警察局長                                               |
|    | 折田康徳     | 2010年（平成22年）8月26日 - 20 年（平成 年）月 日     | 四国管区警察局長                                   |                                                                |
|    | 小風明       | 2011年（平成23年）10月18日 - 2012年（平成24年）9月 日 | 警察大学校特別捜査幹部研修所長                     | 辞職                                                           |
|    | 御手洗伸太郎 | 2013年（平成25年）8月22日 - 201 年（平成 年） 月 日   | 四国管区警察局長                                   | 辞職                                                           |
|    | 安森智司     | 2015年（平成27年）8月7日 - 2016年（平成28年）10月3日  | 内閣府大臣官房官房審議官死因究明等推進会議事務局長 | 辞職                                                           |
|    | 門田渉       | 2016年（平成28年）10月6日 - 2017年（平成29年）8月10日 | 山形県警察本部長                                   | 辞職                                                           |
|    | 相浦勇二     | 2017年（平成29年）8月10日 - 2018年（平成30年）7月6日  | 警察大学校特別捜査幹部研修所長                     | 辞職                                                           |
|    | 大橋亘       | 2018年（平成30年）7月6日 - 2019年（平成31年）3月15日  | 警察庁長官官房付                                   | 辞職                                                           |
|    | 中尾克彦     | 2019年（平成31年）3月22日 - 2020年（令和2年）4月3日   | 警察共済組合理事                                   | 辞職                                                           |
|    | 花岡和道     | 2020年（令和2年）4月3日 - 2021年（令和3年） 4月5日    | 新潟県警察本部長                                   | 辞職                                                           |
|    | 福田正信     | 2021年（令和3年）4月5日 - 2021年（令和3年）8月30日    | 警察庁長官官房付                                   | 警察庁長官官房付→預金保険機構理事                              |
|    | 柴山克彦     | 2021年 (令和3年) 8月30日 - 2022年 (令和4年) 8月5日    | 自動車安全運転センター調査研究部長                 | 辞職                                                           |
|    | 大塚尚       | 2022年 (令和4年) 8月5日 - 2023年（令和5年）8月7日     | 警察庁長官官房付                                   | 辞職                                                           |
|    | 岡部正勝     | 2023年（令和5年）8月7日 - 2024年（令和6年）3月29日    | 福岡県警察本部長                                   | 辞職                                                           |
|    | 山田知裕     | 2024年（令和6年）3月29日 - 2025年（令和7年）1月28日   | 新潟県警察本部長                                   | 辞職                                                           |
|    | 林学         | 2025年（令和7年）1月28日 -                            | 内閣官房内閣審議官                                 | （現職）                                                       |